# Australiseiulus angophorae
Australiseiulus angophorae är en spindeldjursart som först beskrevs av Schicha 1981.  Australiseiulus angophorae ingår i släktet Australiseiulus och familjen Phytoseiidae. Inga underarter finns listade.